# 43
43 (XLIII, na numeração romana) foi um ano comum do século I, do Calendário Juliano, da Era de Cristo, teve início a uma terça-feira e terminou também a uma terça-feira, e a sua letra dominical foi F.
| Ano completo                       |
| ---------------------------------- |
| Ano comum com início à terça-feira |

## Eventos

### Ocidente
- Invasão romana da Britânia: O exército romano comandado pelo imperador Cláudio inicia a conquista das Ilhas Britânicas, que se transformam na província romana da Britânia
- Cláudio derrota a tribo dos catuvelaunos, liderada por Carataco na batalha do rio Medway
- Os romanos fundam a cidade de Londínio em 50 que corresponde atualmente a Londres

### Extremo Oriente
- Ma Yuan conquista Tonquim e Aname.